# Amtsgericht Butzbach
Das Amtsgericht Butzbach war von 1879 bis 2004 ein deutsches Amtsgericht der ordentlichen Gerichtsbarkeit mit Sitz in Butzbach.

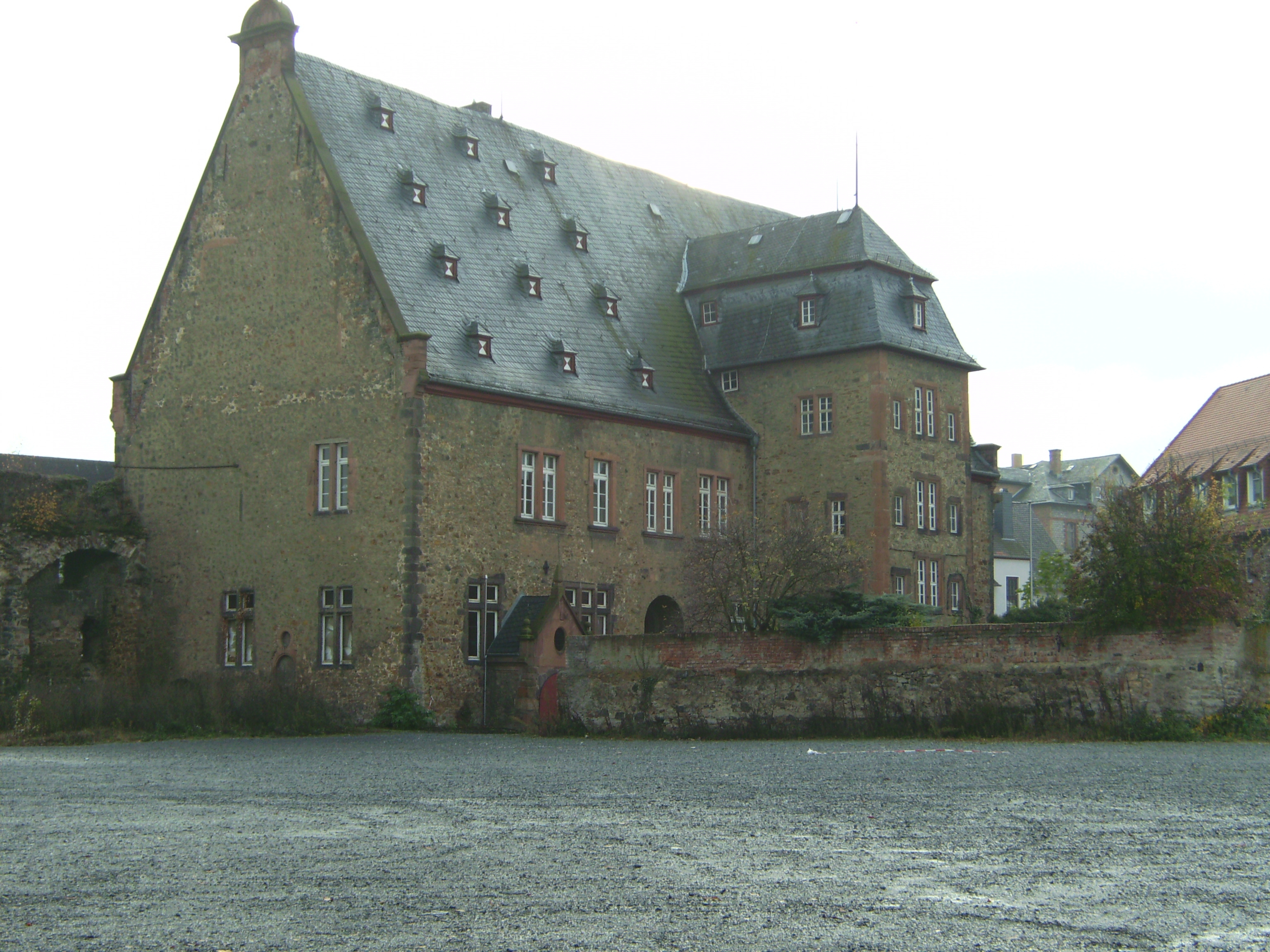
Solmser Schloss, Sitz des Gerichtes 1879

## Gründung
Funktionaler Vorgänger des Amtsgerichts Butzbach war das Landgericht Butzbach, ein Landgericht im Großherzogtum Hessen.
Das Deutsche Gerichtsverfassungsgesetz von 1877 führte zu einer einheitlichen Gerichtsorganisation im ganzen Reich. Das Landgericht Butzbach wurde deshalb 1879 aufgelöst und das Amtsgericht Butzbach gegründet. Das Gericht hatte seinen Sitz im Solmser Schloss.

## Örtliche Zuständigkeit
Der Gerichtsbezirk umfasste
- Bodenrod,
- Butzbach,
- Fauerbach vor der Höhe,
- Gambach,
- Griedel,
- Hausen,
- Hoch-Weisel,
- Holzheim,
- Kirch-Göns,
- Langenhain,
- Maibach,
- Münster,
- Münzenberg,
- Nieder-Weisel,
- Ober-Hörgern,
- Oes,
- Oppershofen,
- Oppershofer Mark (Waldgemarkung),
- Ostheim,
- Pohl-Göns,
- Rockenberg,
- Rockenberger Mark (Waldgemarkung),
- Trais und
- Ziegenberg.

Gegenüber dem Gerichtsbezirk des vorangegangenen Landgerichts Butzbach gewann der Amtsgerichtsbezirk Butzbach Holzheim und Ober-Hörgern hinzu.
Im Jahre 1934 wurden sieben Amtsgerichte im Volksstaat Hessen aufgelöst, darunter auch das Amtsgericht Lich. Aus dessen Bezirk wurde Eberstadt in den Bezirk des Amtsgerichts Butzbach umgegliedert. Am 1. Juli 1968 wurden die Orte Eberstadt, Holzheim und Ober-Hörgern an das Amtsgericht Gießen abgegeben. Am 1. Januar 2005 wurde das Amtsgericht geschlossen und dessen Bezirk in den des
Amtsgerichts Friedberg integriert.

## Richter
- 1879–1888 Oberamtsrichter Joseph Weyer
- 1888–1894 Oberamtsrichter Adam Fritz
- 1894–1896 Oberamtsrichter Karl Rudolf Beisler
- 1896–1916 Oberamtsrichter Heinrich Engel
- 1916–1931 Oberamtsrichter Rudolf Sellheim
- 1931–[1945?] Oberamtsrichter Richard Plitt